# Absenteism
Absenteismul (din franceză absentéisme) era definit, inițial, ca un mod de exploatare a pământului printr-un intermediar, proprietarul ținându-se departe de proprietatea sa și încasând doar venitul pe care îl cheltuiește în altă țară.
Prin extensie, cuvântul a ajuns să desemneze o absență frecventă și nemotivată dintr-un loc de muncă sau de la o activitate. 
Antonimul său este Prezenteismul.

## Tipuri de absenteism
- Absenteismul parlamentar este o practică folosită mai ales de deputații aflați în opoziție, constând în neparticiparea la sesiunile parlamentului, cu scopul de a întârzia sau de a împiedica adoptarea unor legi.

- Absenteismul electoral. Din cauza absenteismului electoral este afectat însuși principiul constituțional al reprezentării iar autoritățile publice constituite prin proceduri elective la nivel național sau local au o legitimitate scăzută.

- Absenteismul școlar reprezintă un tip de conduită evazionistă stabilă, permanentă a elevului (fuga de la școală) ce reflectă o atitudine lipsită de respect, interes, motivație și încredere în educația școlară și prefigurează analfabetismul funcțional și abandonul școlar. Efectele absenteismului școlar, pe lângă pierderi din sistemul de cunoștințe, tentații de comportamente delincvente, conflicte cu părinții sau grupul de prieteni, se manifestă pe termen lung prin inadaptarea socio-profesională generată de insuficienta pregătire, sau nefinalizarea studiilor, cu repercusiuni asupra imaginii de sine și implicit a stimei de sine, care într-un final pot fi generatoare de boli psihice, implicit de randament social scăzut.[2]

- Absenteismul la locul de muncă. Un angajat nu lipsește pur și simplu. Rata absenteismului crește atunci când sistemul organizațional nu corespunde nevoilor angajatului. Atunci când o persoană nu este motivată suficient, scade și interesul față de muncă, conștient sau inconștient. În general, cei care absentează mai des sunt tinerii, mai ales în primii ani de angajare, când apare un sentiment de omnipotență, dar pe măsură ce înaintează în vârstă, ei devin mai responsabili.[3]